# Hylomys megalotis
Hylomys megalotis (лат.) — вид млекопитающих из семейства ежовых.

## Название
Название рода Hylomys указывает на меньших гимнур. Видовое название megalotis при этом означает «большие уши». Он образован из двух греческих слов: «megas» и «otos».

## Распространение
Обитают в Лаосе. Обычно встречаются в районах, где имеются массивные известняковые карсты, покрытые большими валунами, с сильно деградировавшей смесью лиственного леса, кустарника и бамбуковых зарослей.
В настоящее время угрозы для данного вида неизвестны.

## Описание
У этих гимнур по сравнению с другими более длинные уши и череп. Они также известны своими широкими передними лапами, крепкими когтями и голыми задними лапами. Длина хвоста составляет 75 % от длины головы и тела животного. Зубы более сильные и жесткие, чем у представителей других видов, входящих в род Hylomys.
Зубная формула: {\displaystyle {\frac {3.1.4.3}{3.1.4.3}}}.

## Биология
Продолжительность беременности составляет 6-7 недель. Детеныши рождаются слепыми и безволосыми. Однако у детенышей могут начать расти колючие волоски в течение 36 часов после появления на свет. Эти ежи считаются всеядными. В их рационе присутствуют насекомые, лягушки, мыши, фрукты и коренья. За выводком ухаживают только самки.